# Zofia Zużałek
Zofia Zużałek z domu Szewczyk (ur. 22 kwietnia 1922, zm. 2 lutego 2019) – polska uczestniczka II wojny światowej w ramach akcji pomocy dla więźniów niemieckiego-nazistowskiego obozu koncentracyjnego Auschwitz-Birkenau.

## Życiorys
Pochodziła z Babic.
Jej bratem był cichociemny mjr Piotr Szewczyk. W czasie okupacji niemieckiej, w 1941 została przesiedlona wraz z rodzicami i rodzeństwem do Oświęcimia w związku z rozbudową obozu KL Auschwitz-Birkenau. W Oświęcimiu podjęła pracę w sklepie obuwniczym „Bata”, na tamtejszym rynku, gdzie pracowała do 1945. W tym czasie wraz z Józefą Hatłas  dostarczała więźniom obozu wykonującym w ramach komand prace na terenie Oświęcimia, żywność, lekarstwa i papierosy. 
Za swoją postawę w czasie wojny Zofia Zużałek została w 2011 odznaczona przez Prezydenta RP Bronisława Komorowskiego – Krzyżem Kawalerskim Orderu Odrodzenia Polski.
Zmarła 2 lutego 2019. Została pochowana w Niemodlinie, w powiecie opolskim.